# Agabus rufipennis
Agabus rufipennis är en skalbaggsart som först beskrevs av Gschwendtner 1933.  Agabus rufipennis ingår i släktet Agabus och familjen dykare. Inga underarter finns listade i Catalogue of Life.